# عنقودية بشروية
العُنقودية البَشْرَوية (من البشرة) أو عنقودية الجلد الخارجي (الاسم العلمي:Staphylococcus epidermidis) هي نوع من البكتيريا تتبع جنس العنقودية من فصيلة المكورات العنقودية. المكورات العنقودية البشروية هي نوع من البكتيريا موجبة الجرام وواحدة من أكثر من 40 نوعاً تنتمي إلى جنس المكورات العنقودية. وهي جزء من النبيت الجرثومي الإنساني العادي، عادةً النبيت الجرثومي الجلدي، وأقل شيوعاً في النبيت الجرثومي المخاطي. على الرغم من أن العنقودية البشروية لا تسبب عادةً الأمراض، فإن المرضى الذين يعانون من الجهاز المناعي هم عرضة لخطر الإصابة بالعدوى بسببها. وهذه العدوى عادةً ما تكتسب من المستشفيات.
العنقودية البشروية هي مصدر قلق خاص للأشخاص الذين يخضعون لعمليات القسطرة أو الغرسات الجراحية الأخرى لأنه من المعروف أنها تشكل الأغشية الحيوية التي تنمو على هذه الأجهزة. كونها جزءاً من النبيت الجرثومي الجلدي الطبيعي، تكون العنقودية البشروية ملوثاً متكرراً للعينات التي ترسل إلى المختبر للتشخيص.